# Nava de Abajo
Nava de Abajo es una pedanía española perteneciente al municipio de Pozohondo, en la provincia de Albacete, dentro de la comunidad autónoma de Castilla-La Mancha. Está situada en la antigua comarca de la Sierra de Alcaraz. Se encuentra a 30 km de la capital provincial. 

## Historia
La presencia de pozos (Pozohondo), navas (Nava el Almez o Nava el Pilar), losas (La Losa del Llano de Alcadozo) o lavajos (Alcadozo) dio lugar en la actual provincia de Albacete a la fundación de algunas poblaciones, muy pequeñas; al principio de carácter familiar, pero con el tiempo crecieron, llegando a constituir pequeñas comunidades vecinales como la Nava el Almez, la actual Nava de Abajo, o La Nava del Pilar, la actual Nava de Arriba, en el suelo o término al principio de Alcaraz y poco más tarde de las Peñas de San Pedro y, por último, de Pozohondo. 
Las primeras noticias que tenemos de estas poblaciones, se remontan al periodo de colonización de los primeros concejos medievales “albaceteños”, el desarrollo de la actividad agropecuaria en ellos y, en particular, de la ganadería trashumante, que hizo necesario regular el paso de los ganados y la utilización del agua y los pastos que necesitaban para su supervivencia en esta actividad, mediante fueros, ordenanzas y privilegios, como las formadas por la villa de Peñas de San Pedro, inspiradas en el Fuero de Alcaraz y, muy probablemente, en las Ordenanzas concejiles de esta ciudad matriz.
En los capítulos XLII y XLIII se habla y regula el aprovechamiento de los abrevaderos del Pozo del Pilar y de la Nava del Aimez: Capítulo XLII del abrevadero del Pozo del Pilar.  Es abrevadero el Pozo del Pilar y ay dos mojones en cincuenta pasos del pozo de una parte y de otra dentro de los que les pueden dar agua a puercos ni lavar lana ni otras cosas sucias so pena de cien maravedíes por cada puerco y de cincuenta maravedíes por cada persona que Lavare lana por cada vez con que es anexa y vereda del dicho pozo todo el ejido e la hoya que esta por donde sale una senda a la sierra el Pilar y otro Vallejo que sale del pozo la vía de Hontalvilla y de donde el cerrillo bajo de todas las casas en el camino de Chinchilla y por la senda que va del Pozo el Pilar ala Nava el Aimez ' toda la cuesta junto de junto a la sierra hasta la rambla del camino de Hellín guardando  todavía la senda con todos los majadales que no cojan el camino.         
Capítulo XLIII del abrevadero de la Nava el Aimez. 1. Es abrevadero en la Nava el Aimez el aljibe viejo que está en la vereda que traviesa a la dicha Nava donde la Hoya de los Pozos al Pozo Rubio con todas sus salidas que tiene que le vienen de la vía del Pozo Hondo y otro abrevadero el dicho Pozo Rubio y son las veredas para los dichos abrevaderos la dicha vereda que se toma entre la sierra del Pilar y la sierra del Aimez en la dicha Hoya de los Pozos y traviesa toda la Nava por el aljibe de las salegas y derecha al Pozo Rubio e lavajo es otra vereda que sale del dicho Pozo Rubio el lavajo y por el camino que viene de Hellín a las Peñas con toda la Cañada y la cerrada la viña es otra vereda que sale desde el dicho Pozo y lavajo donde la senda que va y sale a las majadas de Judarra y toda la Hoya hasta el atochar bajo del dicho Palomar con doscientos pasos en alrededor del dicho Pozo y lavajo.   
El abrevadero de la Nava el Aimez es conocido, probablemente, cuando todavía no era un asentamiento humano, sino un lugar de paso para ganaderos trashumantes y, formada su laguna de manera natural; la cual empezaría a aprovecharse por quienes transitaban por la vereda próxima, generalmente, pastores y ganados que buscaban los frescos pastos de verano de las tierras meridionales, tanto murcianas como andaluzas, así como las dehesas y ejidos concejiles formados en sus proximidades. Situada al sur del alfoz de Alcaraz, de las Peñas de San Pedro o Pozo Hondo (Los concejos o municipios a los cuales pertenecieron estas tierras, y en los extremos delos concejos de Ayna, Chinchilla, Hellín, Liétor y Tobarra, en una hoya entre sierras, recorrida por arroyos, barrancos, cañadas o ramblas, donde el agua confluía, estancándose en las navas o lavajos que formaba su tierra arcillosa, o brotaba de fuentes o losas, o bien se extraían mediante pozos o norias. Esta presencia abundante de agua y la fertilidad que proporcionaba a la tierra, dio lugar a la aparición de casas, cortijos y heredamientos, que con el tiempo algunos se convirtieron en pequeños asentamientos humanos, estables, como Pozo Hondo, la Nava del Pilar o la Nava el Aimez que, al fin y al cabo, comparten una Historia común. Así, la toponimia de estos parajes y de los pequeños núcleos de población se debe a la existencia de estos elementos geográficos: un pozo, un pilar, una nava, una losa, un lavajo o un almez, que con el tiempo. al permitir su identificación entre los transeúntes, es adoptado como nombre propio, como es el caso que se trata, la NAVA EL ALMEZ, debido a la existencia de una laguna y un almez en la proximidad de la sierra del mismo nombre, Sierra el Aimez, así llamada también, ¡tal vez, porque en ella abundase más esta especie de árbol! (Éste árbol caducifolio que llega a alcanzar 20 o 25 metros de altura, que da un fruto llamado almeza o almecina, más pequeño que una cereza, a la que se parece, pero más oscuro, marrón hasta llegar al negro cuando está muy maduro, también llamado chilindrón por las tierras albaceteñas, de cerca de un centímetro de diámetro, que normalmente crece en solitario, ya en barrancos, riberas de los ríos o arroyos, característico del bosque mediterráneo. No obstante, también forma bosques, como el almezal de Miera, en el parque natural de Arribes del río Duero. En nuestra región es más conocido como melmez, mermés y chilindronar).      
En el siglo XVI, este espacio entre sierras era conocido por la Hoya de los Pozos, y la Nava el Almez, en realidad era un abrevadero, junto al cual había además un aljibe viejo, probablemente de origen árabe (cultura largamente extendida en estas tierras y durante la cual pudieron estar habitados ya estos pequeños núcleos de población y, probablemente, despoblados con las campañas bélicas, sobre todo, cristiano-musulmanas); el lugar lo atravesaba una vereda ganadera que iba desde la Hoya de los Pozos hasta Pozo Rubio, la cual venía desde el Pozo Hondo, vereda que se tomaba entre la Sierra del Pilar y la Sierra el Almez, al camino entre Hellín y las Peñas de San Pedro, que comunicaba con la cañada y rada de la viña (Este vocablo podía emplearse para señalar los parajes que estaban al abrigo de los vientos), de donde salían otras veredas y sendas ganaderas, comunicando con majadales como el de Judarra (donde los pastores guardaban los ganados por la noche), y con otros pozo y lavajos aprovechados también por ganaderos y agricultores.     
La Nava el Almez mantuvo su pequeña población y el nombre durante los tiempos modernos hasta mediados del siglo XIX que aparece como Nava de Abajo; tiempo durante el cual se consolidaría su actividad agropecuaria, pasando a primar la actividad agrícola sobre la ganadera, al ir perdiendo el Honrado Concejo de la Mesta sus privilegios, con cierta importancia de un sector de servicios rural, propio de la época, derivado de la arriería.       
¿Cuándo cambió esta población albaceteña su poético nombre original de la Nava el Almez por el actual de Nava de Abajo? No será fácil concretarlo, pues las referencias escasean en las obras que se formaron durante el Antiguo Régimen y el siglo XIX, además de que una población tan pequeña, que apenas si va dejando documentación alguna para los estudiosos. En el Nomenclátor o Diccionario de las ciudades, villas... publicado en 1579 todavía aparece con la nominación de la Nava el Almez, en la provincia de La Mancha, Partido de Alcaraz y término municipal de Peñas de San Pedro; lo mismo que se dice de los pequeños núcleos de población circunvecinos como la Nava del Pilar o la Nava del Rincón. Nominación y adscripción se repiten todavía en el Diccionario de Miñano publicado entre 1826 y 1829, el cual parece que copia los datos del anterior. En este tiempo y por razones que se desconocen, se debió producir el cambio de nombre, tanto de la Nava el Almez por la Nava de Abajo, como de la Nava del Pilar por la Nava de Arriba; pues, a mediados del siglo XIX, en el Diccionario Geográfico-Histórico de España y sus posesiones de Ultramar, formado por Pascual Madoz (Madrid, 1845-1850) se refiere ya a la Nava de Abajo, como aldea de la jurisdicción de Pozo Hondo, que en aquel tiempo tenía 70 casas habitadas por igual número de vecinos labradores; hay una buena venta, y por medio de la aldea atraviesa el camino de arriería que conduce de Murcia a Madrid.     
Esta descripción confirma lo dicho antes. Aunque la población mantenía su dependencia del paso de gentes, ahora de los arrieros en lugar de los pastores de ganados y, por tanto, la vereda de ganados había pasado a utilizarse como camino de mercaderes que transportaban sus mercancías desde el centro a levante, y viceversa; además de su actividad tradicional agropecuaria, que seguían manteniendo sus habitantes, generalmente, para el autoconsumo, aunque no es descartable que algunos excedentes los pusieran en el mercado, aprovechando el paso de los arrieros, de los que además se abastecían de aquellos productos que eran deficitarios o no podían cultivar ni producir.<br>
El cronista Roa y Erostarbe, por último, en su Crónica de la Provincia de Albacete, al referirse a fines del siglo XIX a la villa de Pozo Hondo, entre las aldeas de este pueblo albaceteño, menciona a la de Nava de Abajo, con lo que vemos arraigado este topónimo, por el cual se conoce hoy a la originaria Nava el Almez.”

## Economía
El cultivo de regadío, Almendro, la vid, el cereal y el azafrán, conforman la peculiaridad de sus paisajes y gran parte de la economía del municipio. Aunque también buena parte de la población se dedican al sector servicios y en menor medida al sector industrial.

## Fiestas
- La manifestación popular más importante de Nava de Abajo es el día 17 de mayo, día de su patrón San Pascual Bailón, con espléndidos encierros y novillada, así como verbenas, gazpachada y procesión, dentro de la cual destaca el vistoso y solemne baile de la talla del patrón, realizado por 12 vecinos voluntarios, que se lleva a cabo en el último tramo  de la procesión en la Calle Mayor justo antes de entrar a la parroquia de San Pascual Bailón.
- Las luminarias son una fiesta popular que se celebra la noche de Santa lucía en la que se queman hogueras en las calles, normalmente compuestas de gavillas de romero y restos de poda. Los vecinos arrojan estas gavillas al fuego a la vez que recitan "Por Santa Lucía que me guarde la vista".

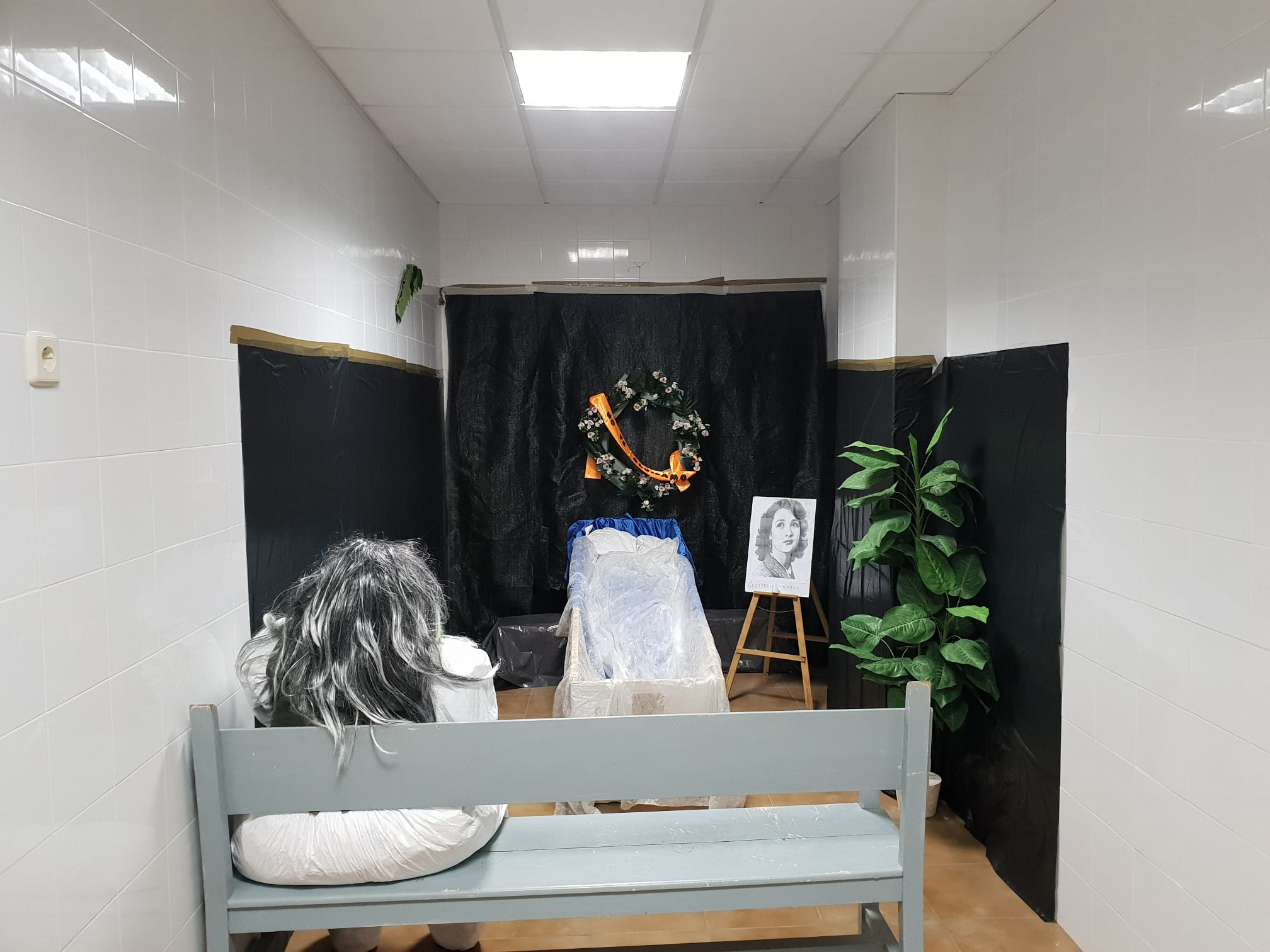
Imagen de un puesto del juego de rol

- En el mes de agosto, durante la madrugada de un fin de semana, se organiza un juego de rol por todo el pueblo con temática de terror en el que participan alrededor de 200 personas del mismo pueblo y pueblos vecinos. Este juego a modo de yincana de terror, consiste en que, tras escuchar una historia que te pone en contexto, los participantes han de visitar varios puestos ambientados en la temática de terror en los que deben superar un número de pruebas para descubrir un enigma final. Esta actividad se lleva a cabo por los vecinos de Nava de Abajo desde el año 2009.
- Tamborada de Semana Santa, desde 2022 se celebra una tamborada en la que los vecinos tocan el tambor desde que comienza la tarde hasta entrada la noche. La banda de cornetas y tambores del pueblo es quien organiza el evento.

## Patrimonio
Parroquia de San Pascual Bailón

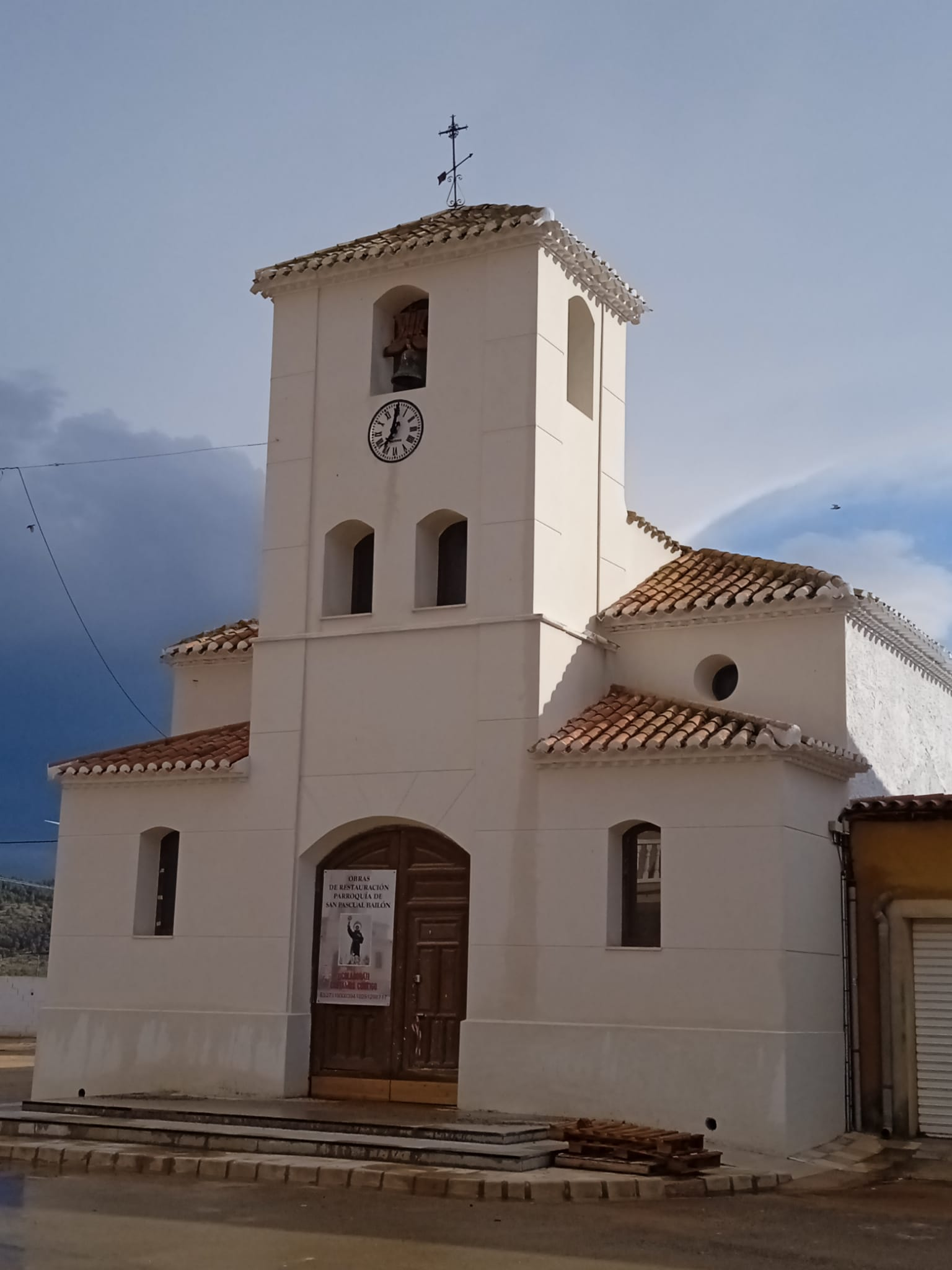
Iglesia de San Pascual Bailón

Es un edificio sencillo, de una sola nave, a dos aguas, de teja árabe, con dos especies de ábsides rectangulares, uno a cada lado de la puerta, torre cuadrada, con tres huecos laterales, y cubierta de cuatro aguas, bastante puntiaguda, coronada por la típica veleta, y que alberga el campanario, con acceso desde el interior a través de la parte elevada destinada a coro. 
Su acceso desde el exterior es a través de unas portadas grandes, de dos hojas, con una zona a la derecha, en donde se encuentra la pila bautismal, y otra simétrica a la izquierda y es por la que se accede mediante una escalera al coro y al campanario. 
En la nave central, amplia y rectangular, con varias ventanas, y al frente el altar mayor, con una elevación de cincuenta centímetros, y un pequeño púlpito a la derecha, y al fondo a la izquierda una pequeña estancia dedicada a sacristía. Alrededor del recinto en varias hornacinas y pequeños retablos, distintas imágenes adquiridas por suscripción popular o a título particular por las familias adineradas. Todo esto descrito de una manera sencilla, tal y como es la Iglesias Parroquial. 
Actualmente se encuentra en periodo de restauración. 
Pozo Rubio

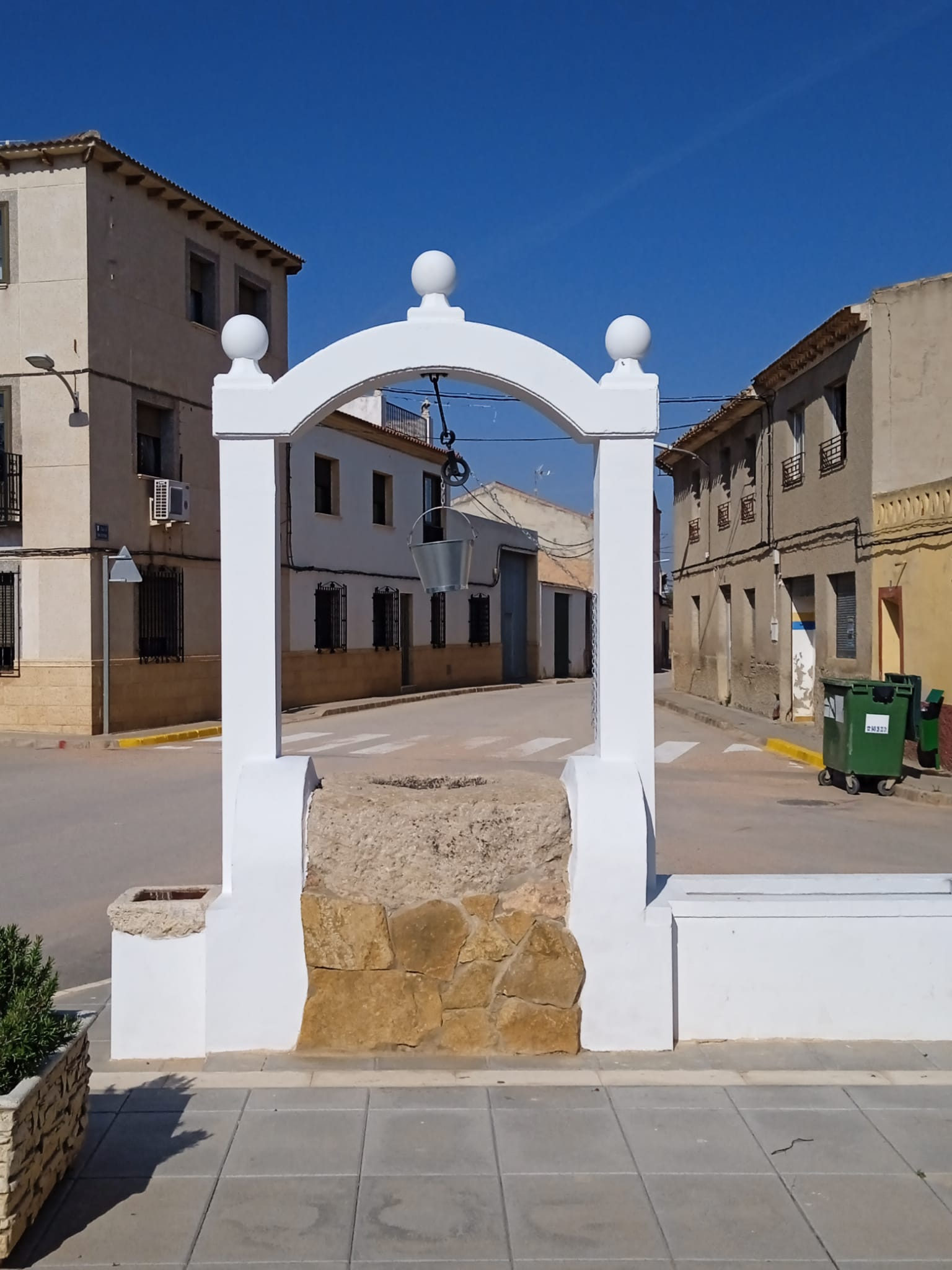
Reconstrucción del Pozo Rubio

Situado en la placeta del Pozo Rubio, se trataba de un pozo artesano, tipo árabe, cimbrado de piedra artesanalmente, con un diámetro de 1,50 metros, y con una profundidad que podría alcanzar los 25 metros y que según leyendas urbanas hacia de acceso a una cueva que llegaba a superar el tamaño de la misma plaza.
Estaba flanqueado por dos piletas alargadas, una a cada lado; la primera de ellas de piedra viva, fabricada a base de puntero picapedrero; la segunda ya más moderna, hecha a base de piedra y cal hidráulica revestida con cemento liso. El brocal era tapiado en redondo con piezas de piedra tallada a base de puntero y maceta, sobre las que se erguía dos pilastras cuadradas rematadas por un arco de medio punto al estilo de yugo-partido, todo también de piedra burdamente tallada, y desde el que se descolgaba a su vez una gran “carrucha” de hierro, casi siempre sin engrasar y cuyos chirridos se escuchaban todo el día con monótono desgranar. El remate, una larga soga, cordel o maroma, dependiendo muchas veces del cubo o recipiente.
El pozo original fue demolido, pero actualmente se cuenta con una reconstrucción que se asemeja a la imagen que tuvo el pozo antiguamente.
Cueva de la encanta

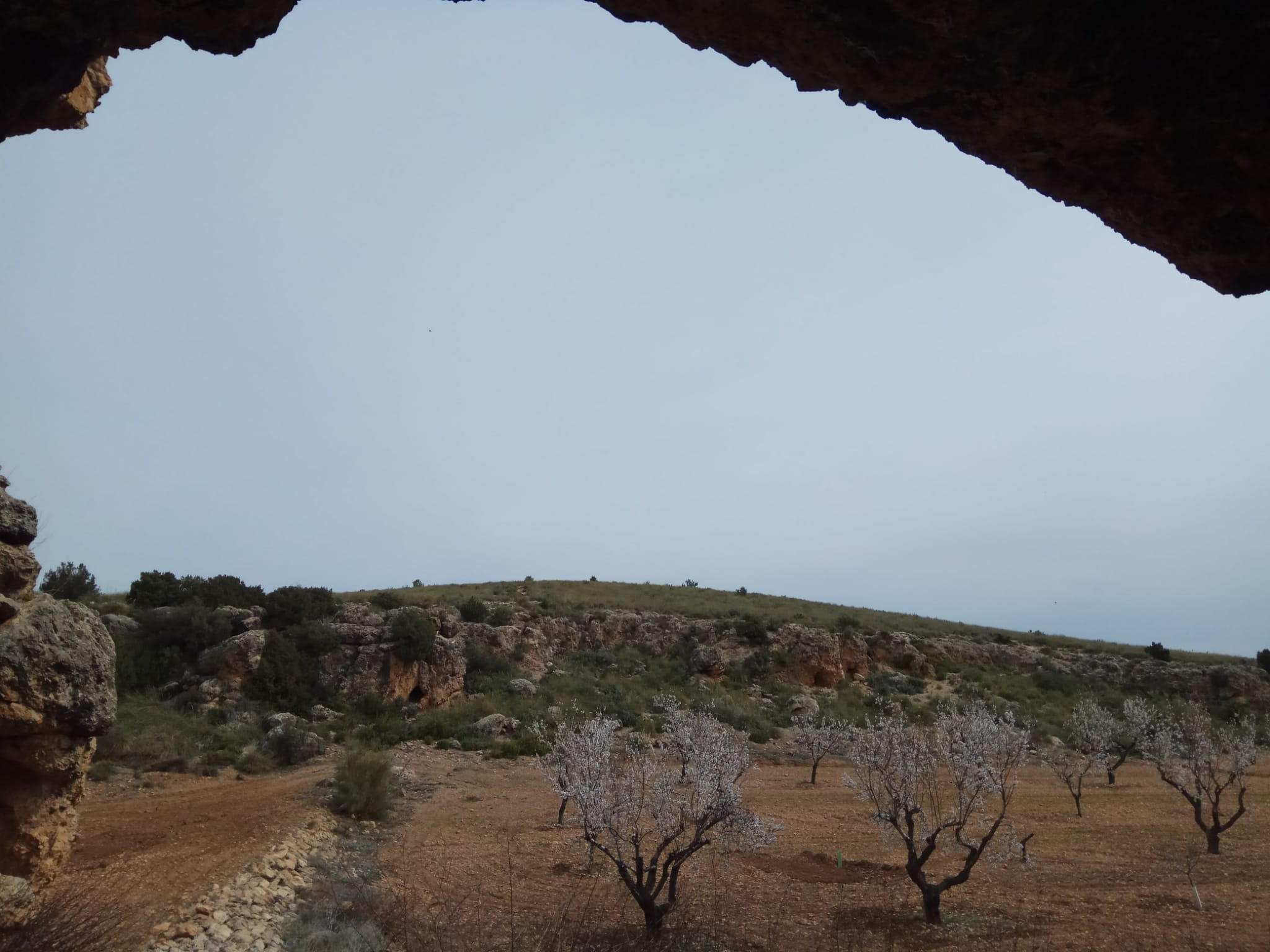
Imagen tomada desde el interior de la cueva.

Se encuentra a unos pocos kilómetros del pueblo siguiendo el camino que hay tras el cementerio viejo. Se trata de una formación geológica de origen calcáreo en una zona deprimida junto a terrenos de cultivo. La "cueva de la encanta", de unos 5 metros de profundidad y unos 4 m de altura, en su pasado ha sido el centro de celebraciones populares como comidas al aire libre en la que servía de refugio del sol y de zona segura para encender un fuego. A raíz de esta última acción, proviene el característico color negro de sus paredes tapizadas por el hollín. 
La sima honda

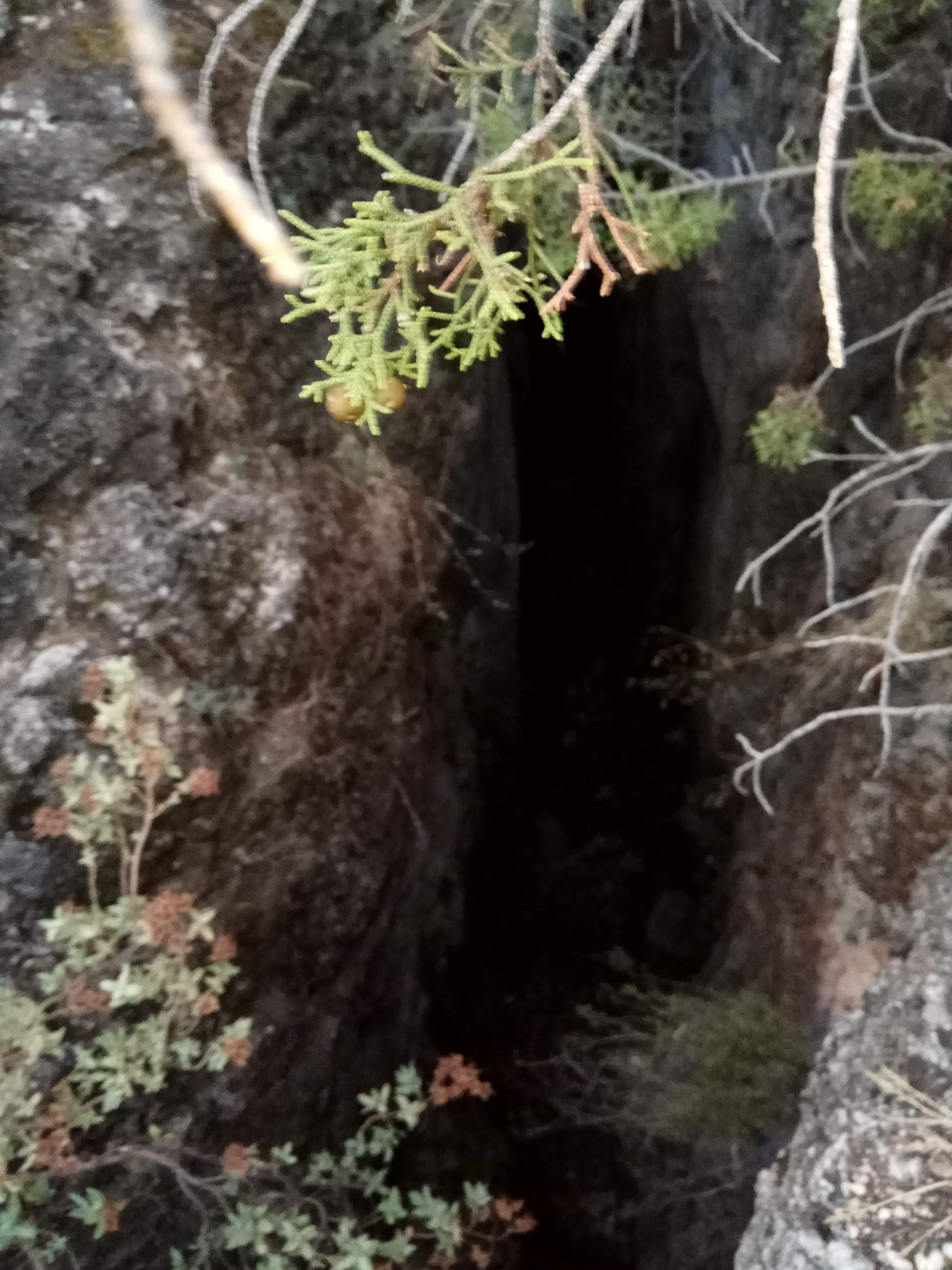
Imagen de la Sima Honda

En lo alto de la sierra, cerca de los molinos de viento, se encuentra una cavidad en la roca calcárea, que se abre al exterior mediante un conducto vertical  en pronunciada pendiente, originada por un proceso erosivo kárstico, por el que el agua se filtra o percola a niveles inferiores erosionando la roca y aumentando el tamaño de la cavidad con el tiempo. 
Esta sima tiene una morfología alargada en la que de ancho tiene poco más de 1.5m y unos 4 m de largo. En cuanto a la profundidad, se desconoce. No existen datos de cuan profunda es y dado que no es posible ver el fondo, tampoco es viable hacer una aproximación.
La localización no está señalizada por lo que buscarla sin conocer el lugar puede ser arriesgado ya que está cubierta por vegetación arbustiva.

## Demografía
En 2018 tenía 410 habitantes, según las cifras oficiales del INE. La población es bastante inferior a la de mediados del siglo XX.
En 2023 tenía aproximadamente 400 habitantes, según las cifras oficiales del INE.

## Arte y turismo
Nava de Abajo, ha experimentado en los últimos años una notable transformación artística gracias a la creciente presencia de murales y la exitosa iniciativa conocida como la "Ruta de los Gatos". El arte urbano ha encontrado su lugar en las calles de este pueblo, contribuyendo a su identidad y atracción turística.
Murales
Desde 2023, Fernando Sánchez Córcoles, un artista local que junto con Emilio Plaza Verdú han liderado varios proyectos de murales en Nava de Abajo, comenzando con un mural con temática de terror que conmemora un popular juego de yincana al que se le conoce como Juego de rol y que se realiza cada agosto desde 2009. Este juego, que cambia de personajes e historias anualmente, inspiró una obra que rinde homenaje a las historias a las que se les ha dado vida y al evento, siendo muy bien recibido por los vecinos.
Animados por el éxito de este primer mural, pintaron posteriormente un cartel de bienvenida al pueblo y un mural en honor a un olmo centenario que se secó en 2024. Ambos murales han contribuido a embellecer los espacios públicos y a fortalecer el sentido de comunidad en Nava de Abajo.

Ruta de los Gatos

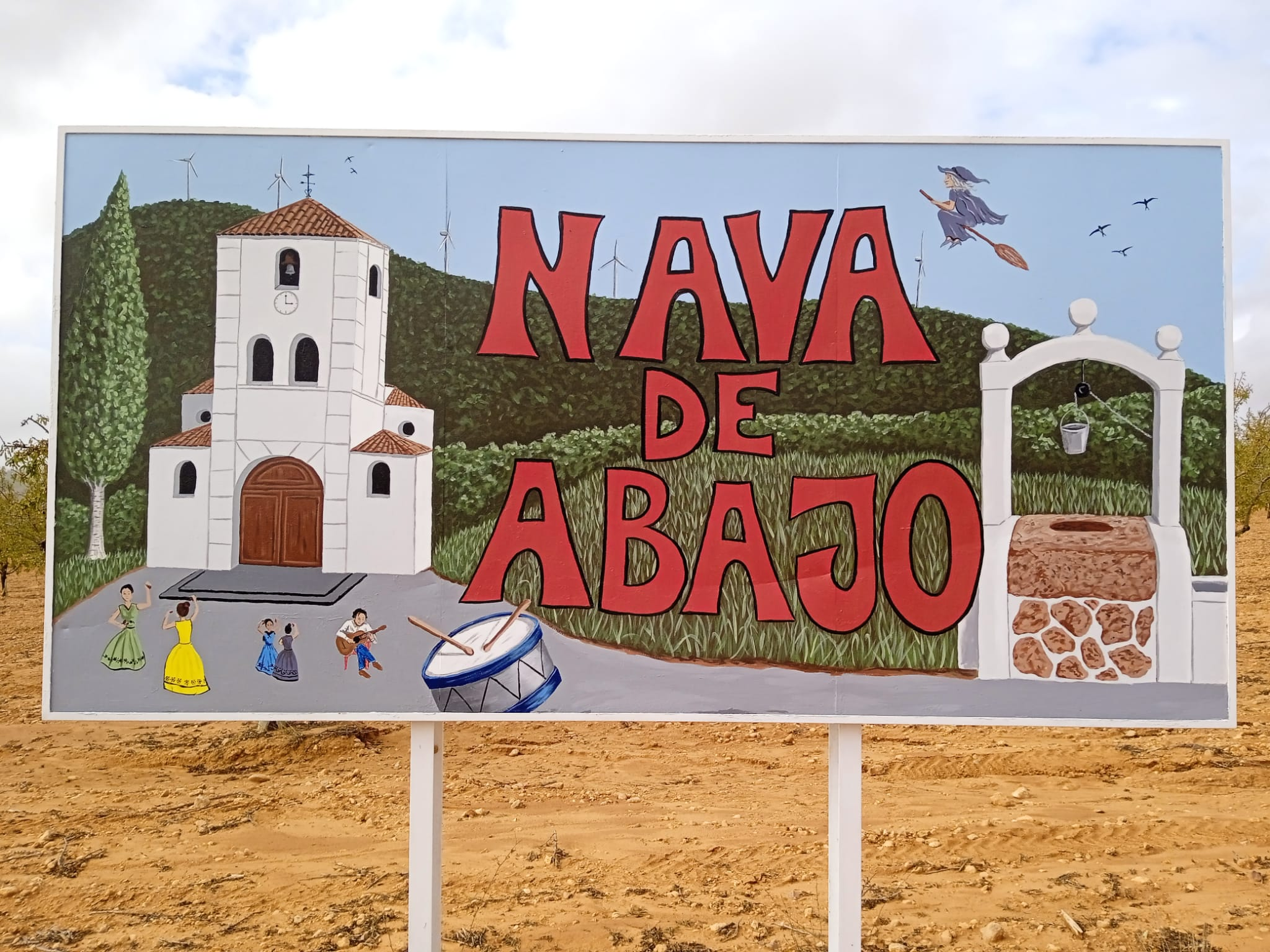
Este cartel, situado a la entrada del pueblo (en la carretera de Hellín), recoge elementos representativos de la localidad como es la iglesia, el Pozo Rubio y culturales como los bailes de manchegas, el tambor en representación de la banda de cornetas y tambores y la bruja que hace un guiño al popular juego de rol.

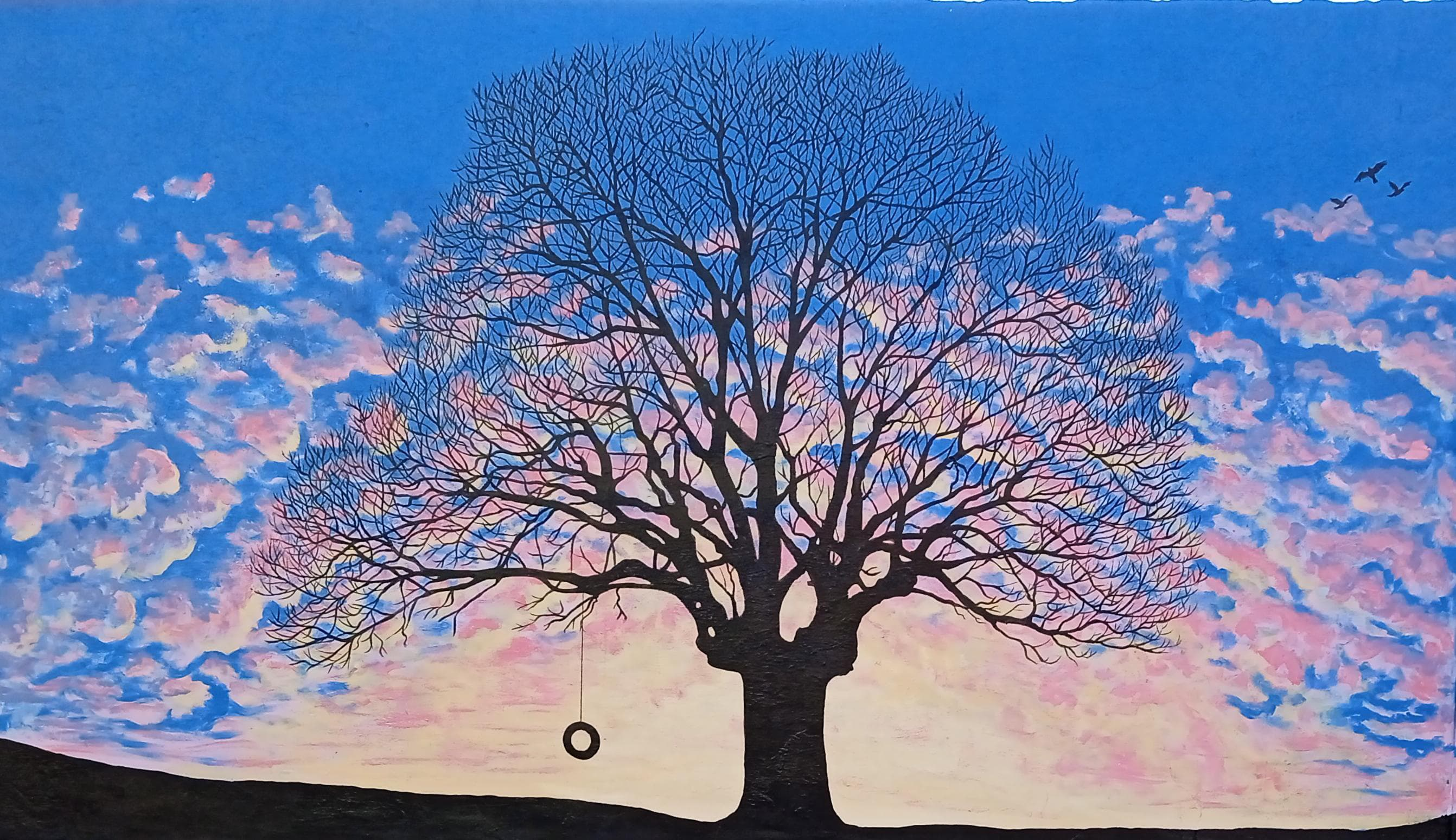
Este mural que conmemora la muerte de un árbol centenario del pueblo, muestra una imagen con un estilo que combina elementos de realismo y paisaje con un toque de impresionismo, especialmente en el tratamiento del cielo.

En paralelo a los murales, la "Ruta de los Gatos" surgió como una iniciativa artística en 2023, en la que los vecinos han cedido las fachadas de sus casas y han colaborado para la creación de representaciones de gatos por el mismo artista. Esta propuesta rápidamente ganó popularidad, y hoy en día cuenta con más de 20 gatos pintados por las calles del pueblo, cada uno con su estilo y personalidad única.

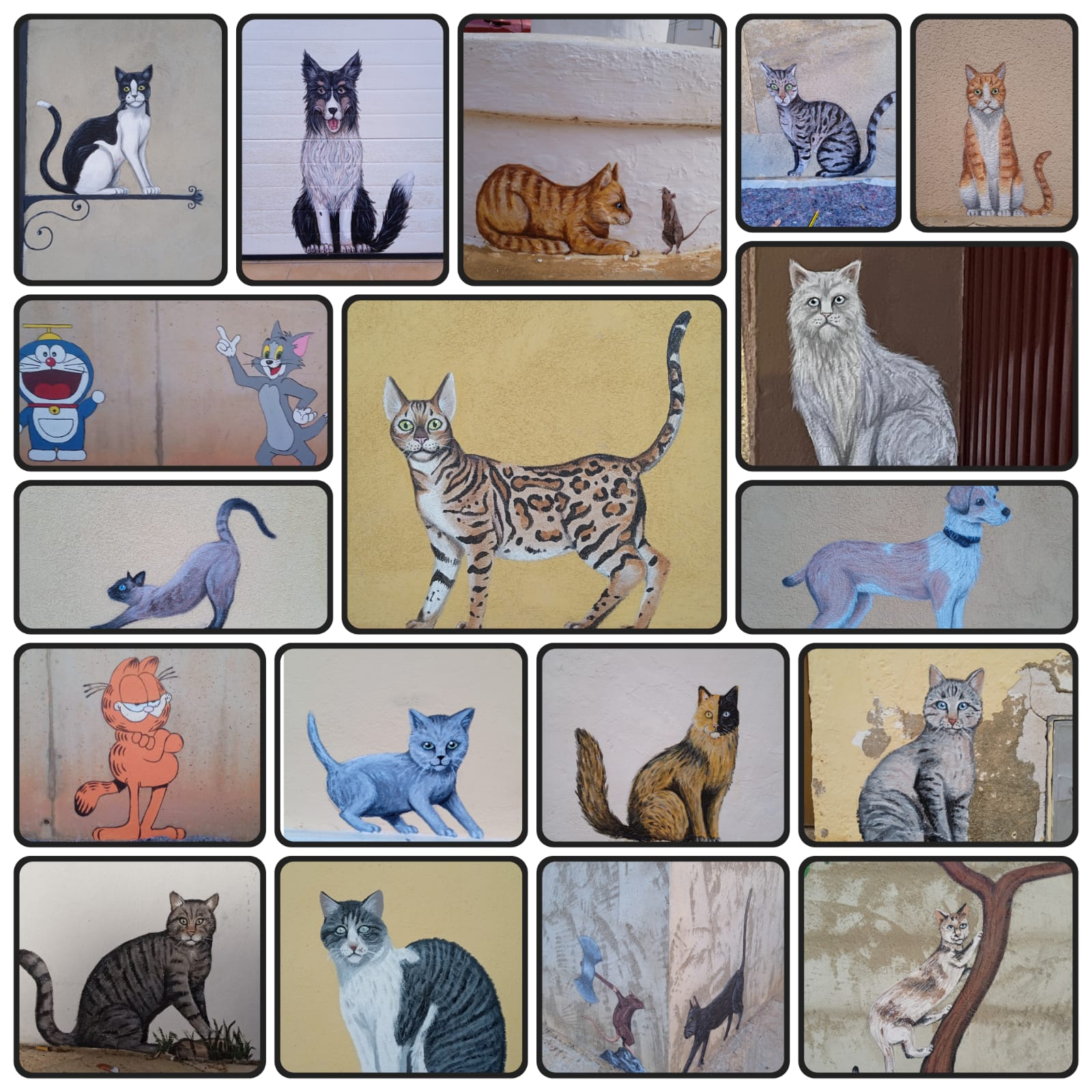
En esta imagen pueden apreciarse algunas de las representaciones animales que se encuentran distribuidas a lo largo del pueblo.

La iniciativa no solo ha dado color y vida a las calles, sino que también ha fomentado la participación comunitaria. Tras el éxito inicial, se han sumado representaciones de perros a la ruta, ampliando el número de animales pintados en las fachadas y haciendo de Nava de Abajo un destino artístico y cultural para visitantes.
Esta ruta puede hacerse a la aventura, recorriendo las calles intentando encontrar todos los gatos, perros y murales o seguir la ruta planificada disponible en wikiloc :
https://es.wikiloc.com/rutas-a-pie/ruta-de-los-gatos-y-murales-de-nava-de-abajo-188407636
Impacto en la Comunidad
Tanto los murales como la "Ruta de los Gatos" han tenido un impacto significativo en Nava de Abajo, no solo embelleciendo el entorno urbano, sino también reforzando la identidad del pueblo y su cohesión social. Además, estas iniciativas pueden colaborar  a atraer a turistas y amantes del arte, convirtiendo al municipio en un ejemplo de cómo el arte comunitario puede transformar espacios públicos y fortalecer el sentido de pertenencia.